# Fronhofen (Kleinich)
Fronhofen ist ein Ortsteil der Ortsgemeinde Kleinich im Landkreis Bernkastel-Wittlich in Rheinland-Pfalz.

## Geographische Lage
Fronhofen liegt mitten im Hunsrück zwei Kilometer vom Hauptort Kleinich entfernt. Nächste Grund- und Mittelzentren sind Büchenbeuren, Sohren, Traben-Trarbach, Morbach, Bernkastel-Kues und Simmern. Der Flughafen Frankfurt-Hahn ist ca. 11 Kilometer vom Ort entfernt.

## Einwohnerentwicklung
| Jahr | Einwohner |
| ---- | --------- |
| 1854 | 194       |
| 1910 | 164       |
| 1922 | 175       |
| 1936 | 182       |
| 1949 | 158       |
| 2008 | 120       |

- Der Anteil der evangelischen Christen lag 2008 bei 75 %, 1925 bei 98,9 %.

## Politik

### Gemeinde Fronhofen
Bis 1974 war „Fronhofen bei Bernkastel-Kues“ eine eigenständige Gemeinde. Im Rahmen der Mitte der 1960er Jahre begonnenen Verwaltungsreform in Rheinland-Pfalz wurde am 17. März 1974 aus Fronhofen und weiteren sechs Gemeinden die heutige Ortsgemeinde Kleinich neu gebildet. Fronhofen hatte 1974 insgesamt 144 Einwohner.

### Ehemaliges Wappen
| Wappen von Fronhofen | Blasonierung: „In Grün eine goldene Wolfsangel begleitet von silbernen Geweihstangen.“ |
| Wappen von Fronhofen | Wappenbegründung: Die Wappenfarbe Grün weist auf die Landwirtschaft mit Wiesen und Wald hin, die Geweihstange auf Wild. Der Doppelhaken (Wolfsangel) symbolisiert die Forstwirtschaft. Das Querstäbchen verleiht dem Haken Ähnlichkeit mit dem Buchstaben F, dem Anfangsbuchstaben des Ortsnamens. |

### Ortsvorsteher (seit 1974)
Der Gemeindeteil Fronhofen ist gemäß Hauptsatzung einer von sieben Ortsbezirken der Ortsgemeinde Kleinich. Er wird politisch von einem Ortsvorsteher vertreten, während auf die Bildung eines Ortsbeirats verzichtet wurde.
Die bisherigen Ortsvorsteher:
| 1974–1994 | Kurt Stumm  |
| 1994–2007 | Armin Kirst |
| 2007–2014 | Sabine Born |
| 2014–0000 | Axel Claus  |

Axel Claus  wurde in den konstituierenden Sitzungen des Gemeinderates am 17. Juni 2019 und 9. Juli 2024 für jeweils weitere fünf Jahre in seinem Amt bestätigt.

## Kultur und Sehenswürdigkeiten

### Kulturdenkmäler
- Evangelische Kirche Fronhofen, kleiner Bruchsteinsaal, 19. Jahrhundert.[3]
- Fachwerk-Quereinhaus Haus Nr. 1, teilweise massiv oder verschiefert, 19. Jahrhundert
- Quereinhaus Haus Nr. 2, teilweise verschiefert, 19. Jahrhundert
- Rote Mühle (Oligmühle), Kleinicher Bach
- Neumühle, Kleinicher Bach

### Naturdenkmäler
- Im Ortsbereich stehen drei Linden, eine Buche und eine Eiche, die als Naturdenkmal ausgewiesen sind.[3]